# 桜沢駅 (長野県)
桜沢駅（さくらさわえき）は、長野県中野市大字三ツ和にある長野電鉄長野線の駅である。駅番号はN17。

## 歴史
- 1949年（昭和24年）3月28日：開業[1]。
- 1968年（昭和43年）4月1日：貨物営業廃止。
- 1986年（昭和61年）4月：駅舎移転[1]。
- 1995年（平成7年）：無人駅化[1]。

## 駅構造
島式ホーム1面2線を有する地上駅で、駅舎とホームは構内踏切で連絡している。かつては有人駅であったが、現在は無人駅である。留置線を有する。

### のりば
| ホーム | 路線    | 方向 | 行先                 |
| ------ | ------- | ---- | -------------------- |
| 駅舎側 | ■長野線 | 上り | 須坂・長野方面       |
| 反対側 | ■長野線 | 下り | 信州中野・湯田中方面 |

- 案内上の乗り場番号は設定されていない。

## 利用状況
各年度の一日平均乗車人員の推移は下記のとおり。
| 年度   | 一日平均 乗車人員 |
| ------ | ----------------- |
| 2000年 | 63                |
| 2001年 | 68                |
| 2002年 | 63                |
| 2003年 | 63                |
| 2004年 | 55                |
| 2005年 | 60                |
| 2006年 | 52                |
| 2007年 | 52                |
| 2008年 | 46                |
| 2009年 | 44                |
| 2010年 | 46                |
| 2011年 | 44                |
| 2012年 | 44                |
| 2013年 | 40                |
| 2014年 | 38                |
| 2015年 | 41                |
| 2016年 | 55                |
| 2017年 | 60                |
| 2018年 | 62                |

## 駅周辺
- 中野市立延徳小学校

## 隣の駅
長野電鉄
■長野線
■A特急・■B特急
通過
■普通
都住駅 (N16) - 桜沢駅 (N17) - 延徳駅 (N18)